# HMAS Adelaide (1918)
O HMAS Adelaide foi um cruzador rápido da Classe Town da Marinha Real Australiana, em homenagem a Adelaide, capital do sul da Austrália. Lançado em 1915, devido à escassez de tempo de guerra e modificações de design, o navio não foi concluído até 1922, o que lhe valeu o apelido de "HMAS Longdelayed ". Participou em várias operações durante a Segunda Guerra Mundial.